# Le Caylar
Le Caylar (okcitansko Lo Cailar) je naselje in občina v južnem francoskem departmaju Hérault regije Languedoc-Roussillon. Leta 2008 je naselje imelo 437 prebivalcev.

## Geografija
Naselje leži v pokrajini Languedoc (ozemlje Larzac), 69 km severozahodno od Montpelliera.

## Uprava
Le Caylar je sedež istoimenskega kantona, v katerega so poleg njegove vključene še občine Le Cros, Pégairolles-de-l'Escalette, Les Rives, Saint-Félix-de-l'Héras, Saint-Maurice-Navacelles, Saint-Michel-d'Alajou in Sorbs s 1.039 prebivalci.
Kanton Caylar je sestavni del okrožja Lodève.